# Elizabeth Wayland Barber
Elizabeth Wayland Barber é uma linguista e arqueóloga estadunidense conhecida principalmente por seus trabalhos sobre dança folclórica e tecidos têxteis. É professora emérita do Occidental College.